# Kamikawa, Hyōgo
Kamikawa (japanska: 神河町?, Kamikawa-chō) är en landskommun (köping) i Hyōgo prefektur i Japan. 